# سكيب باتاغليا
سكيب باتاغليا (بالإنجليزية: Skip Battaglia)‏ هو رسام رسوم متحركة أمريكي، ولد في 3 أبريل عام 1948، في روتشستر في الولايات المتحدة.

## وصلات خارجية
- سكيب باتاغليا على موقع IMDb (الإنجليزية)
- سكيب باتاغليا على موقع قاعدة بيانات الفيلم (الإنجليزية)